# Karl Hofmann (Politiker, 1862)

Karl Hofmann

Karl Hofmann (* 1. November 1862 in Buttlar; † 12. Juli 1928 in Berlin) war ein deutscher Politiker (Zentrum).

## Leben und Wirken
Nach dem Besuch der Volksschule in Buttlar und eines landwirtschaftlichen Technikums wurde Hofmann von 1899 bis 1902 an der Landwirtschaftlichen Akademie in Bonn ausgebildet. Nach dem Abschluss seiner Ausbildung war er dort von 1902 bis 1904 als Assistent tätig.
Von 1904 bis 1917 leitete Hofmann das akademische Versuchsgut Dikopshof. Im April 1917 wurde er Hauptgeschäftsführer der Landwirtschaftskammer für die Rheinprovinz in Bonn und zugleich Leiter des Versuchsguts der Landwirtschaftskammer.
Für die katholische Zentrumspartei saß Hofmann von Mai 1924 bis Mai 1928 als Abgeordneter für den Wahlkreis 20 (Köln-Aachen) im Reichstag. Im Mai 1928 wurde er noch als Abgeordneter in den Preußischen Landtag gewählt.
1904 verfasste Hofmann das Buch Das Holländer Rind, das Ergebnis einer im Auftrag des Preußischen Ministeriums für Landwirtschaft unternommenen Forschungsreise zum Studium der holländischen Rindviehzucht.

## Schriften
- Das Holländer Rind. (= Monographien Landwirtschaftlicher Nutztiere. Bd. 4). Leipzig 1905. (in Katalogen meist unter dem Namen K. Hofmann oder Konstantin Hofmann geführt)